# Tripa mishki
Tripa mishki es un plato nacional de la gastronomía del Ecuador, que se consume tradicionalmente en las provincias del centro y norte de la región Interandina o Sierra de éste país, que consiste en tripa de vaca cocinada sobre carbones y condimentada.
Se lo sirve usualmente con mote o papas caliente, puesto que su constitución cambia al disminuir la temperatura. En otras regiones del Ecuador es servido con diferentes acompañamientos, aunque papas o mote son usualmente los acompañantes.
El vocablo quichua mishki significa sabroso, de buen sabor o dulce; dependiendo del contexto. 